# Galette

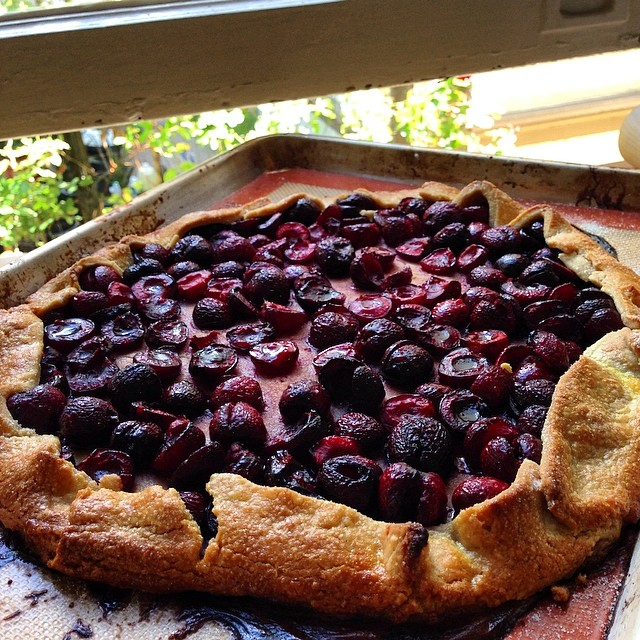
Galette met kersen

Galette (van het Normandische woord gale: "plat baksel") is een term die in de Franse keuken wordt gebruikt voor verschillende platte, vaak ronde taarten. Galettes kunnen zoete of hartige vullingen hebben en gemaakt zijn van korstdeeg, bladerdeeg of een beslag. Ze worden meestal gebakken zonder bakvorm of bakblik. De term wordt ook gebruikt voor kleinere ronde koeken en koekjes.
Bekende galettes zijn:
- galette aux fruits (fruitgalette): een met de hand gevormde platte taart met fruitvulling, waarbij de korst gedeeltelijk over de bovenkant van de vulling is gevouwen
- galette des rois (koningengalette): een amandelspijstaart die traditioneel in Frankrijk gegeten wordt ter gelegenheid van het feest van Driekoningen op 6 januari. In deze galette is een 'boon' meegebakken (meestal een klein porseleinen voorwerp). Degene die de boon in zijn of haar stuk taart aantreft, wordt met een kroon van karton tot koning of koningin gekroond.[3]

Veel Franse regio’s hebben hun eigen specialiteit zoals:
- galette de blé noir of galette bretonne (boekweitgalette of Bretonse gallete) is een specialiteit uit de Bretonse keuken. Deze galette bestaat uit een pannekoek van boekweitmeel met een hartige vulling, traditioneel ham, kaas en een ei.[4]
- de galette de ménage is een specialiteit van de regio Franche-Comté en wordt gemaakt van een dik deeg van bloem, suiker, eieren, zachte boter, verwarmde melk, oranjebloesemwater, gist en zout. Voor het bakken wordt het gerezen deeg bestreken met een mengsel van ei, room en suiker.[1]

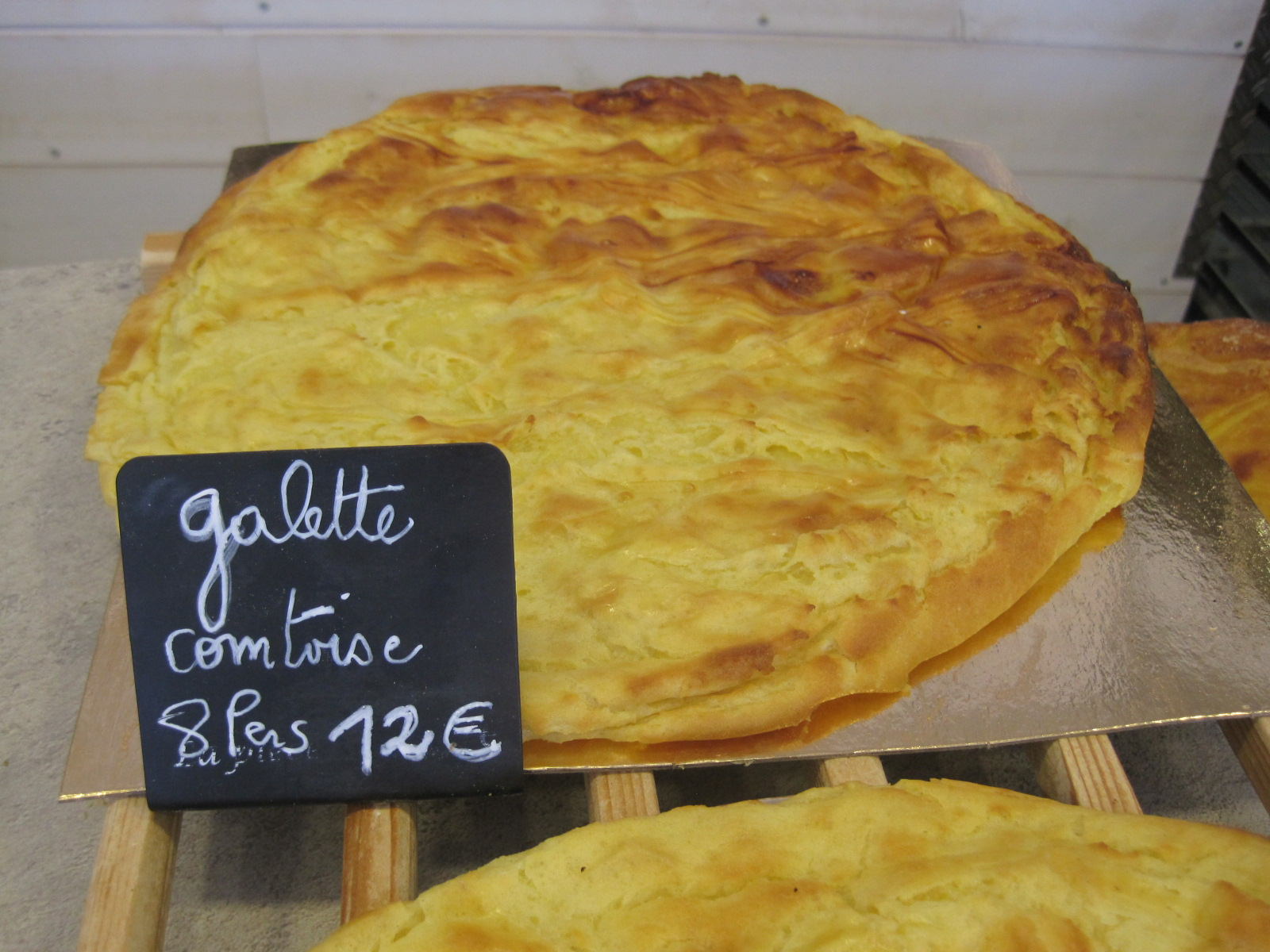
Gallette de ménage  - specialiteit uit de regio Franche-Comté
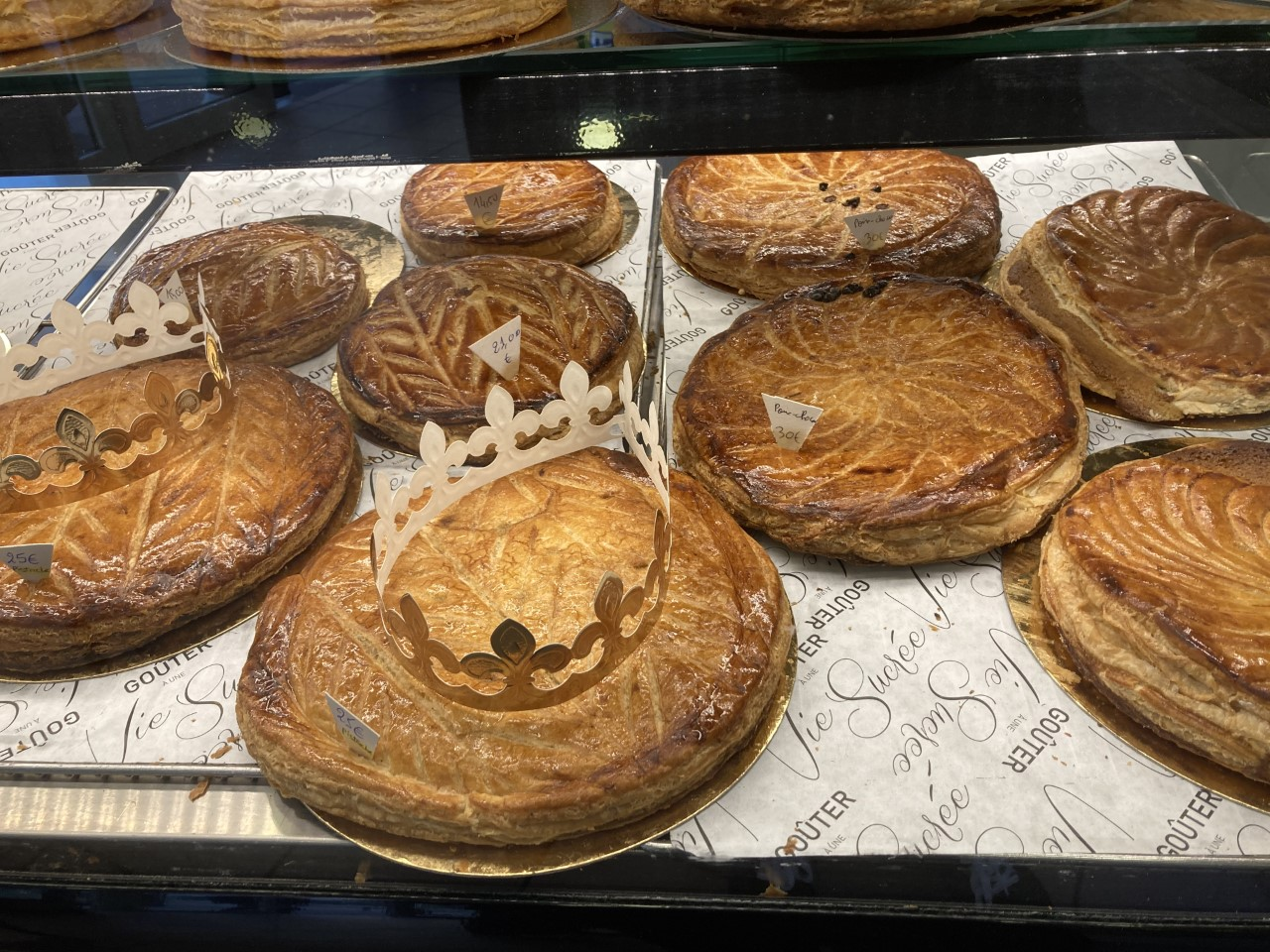
Galette des rois - specialiteit voor Driekoningen
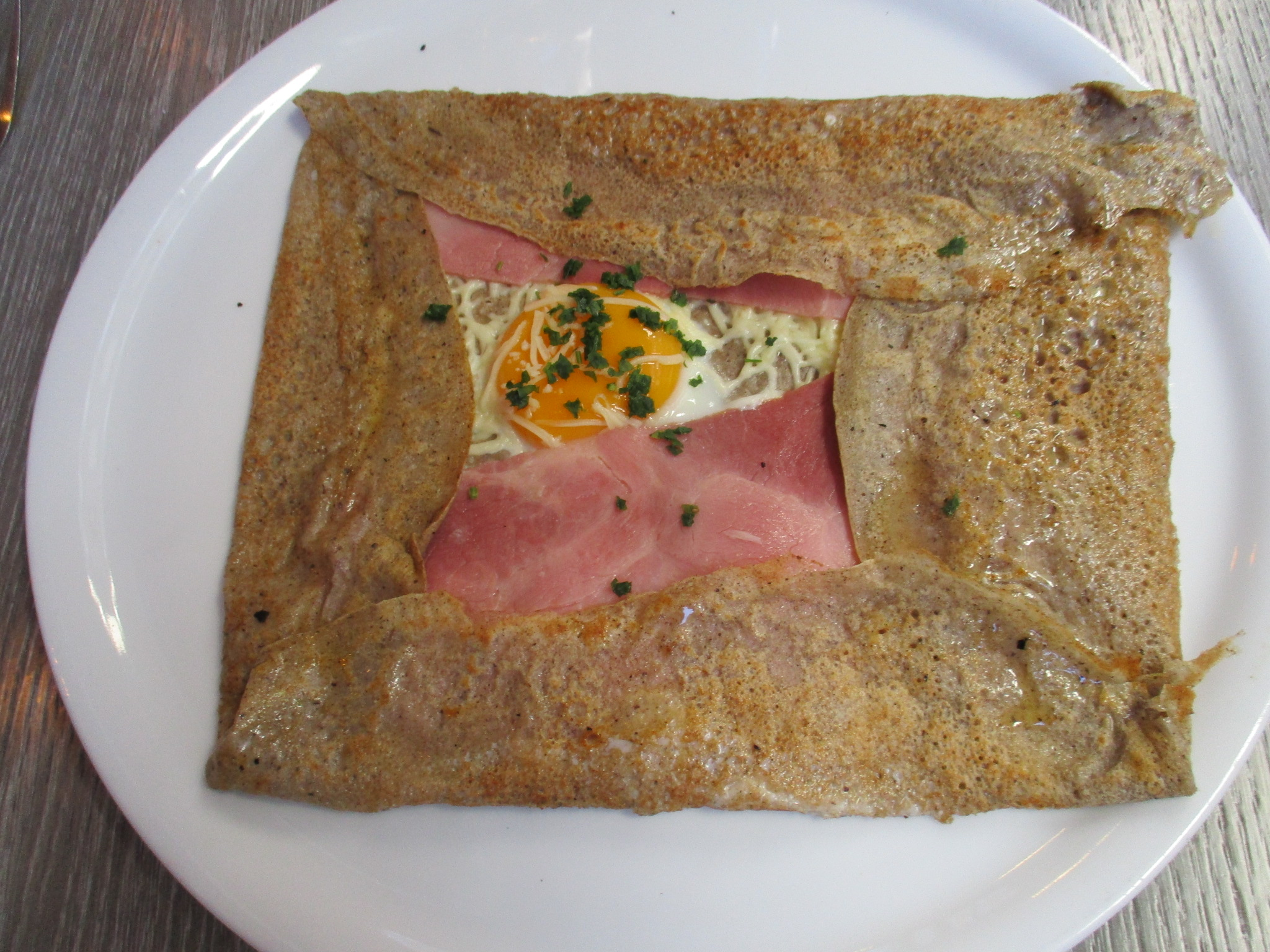
Gallette bretonne met traditionele vulling van ham, kaas en een ei